# Бібліс
Бібліс (нім. Biblis) — громада в Німеччині, знаходиться в землі Гессен. Підпорядковується адміністративному округу Дармштадт. Входить до складу району Бергштрасе.
Площа — 40,44 км2. Населення становить 9135 ос. (станом на 31 грудня 2020).